# 子供模様
『子供模様』（こどももよう）は斉藤和衛作の漫画。「電撃4コマ」連載。
2007年7月メディアワークスからコミックス第1巻が発売された。

## あらすじ
4コマストーリー漫画。

## 登場人物
神谷マコト（かみや まこと）
主人公の男の子。小学生。
井上あおい（いのうえ  - ）/アオイ
女子高生。マコトの従姉。父親は単身赴任中で、母親は父親についていってしまった。そのため、現在はマコトの家に居候中。
落ち物パズルゲームが得意で、本人曰く「日本じゃ2番」と自負している。
マコトの母
本名不明。
大塚真希（おおつか まき）
女子高生。勝気な性格で、物忘れが激しい。
大塚望（おおつか のぞむ）
真希の弟。男子小学生。マコトをライバル視しており、事ある毎に勝負を挑んでくる。
バーサスおじぃ
何かにつけてゲーム勝負を挑んでくるおじいさん。負けず嫌いであるため、マコト達にはあまり好かれていない。
関（せき）
男子高生。あだ名はオニギリくん。本名は関はじめ（名前漢字不明）。「仲間由紀恵みたいだから」という理由でアオイの事が好き。

## 書誌情報
1. 第1巻 ISBN 9784840239547
2. 第2巻 ISBN 9784048673105